# Boussa
Pour les articles homonymes, voir Bussa (homonymie).

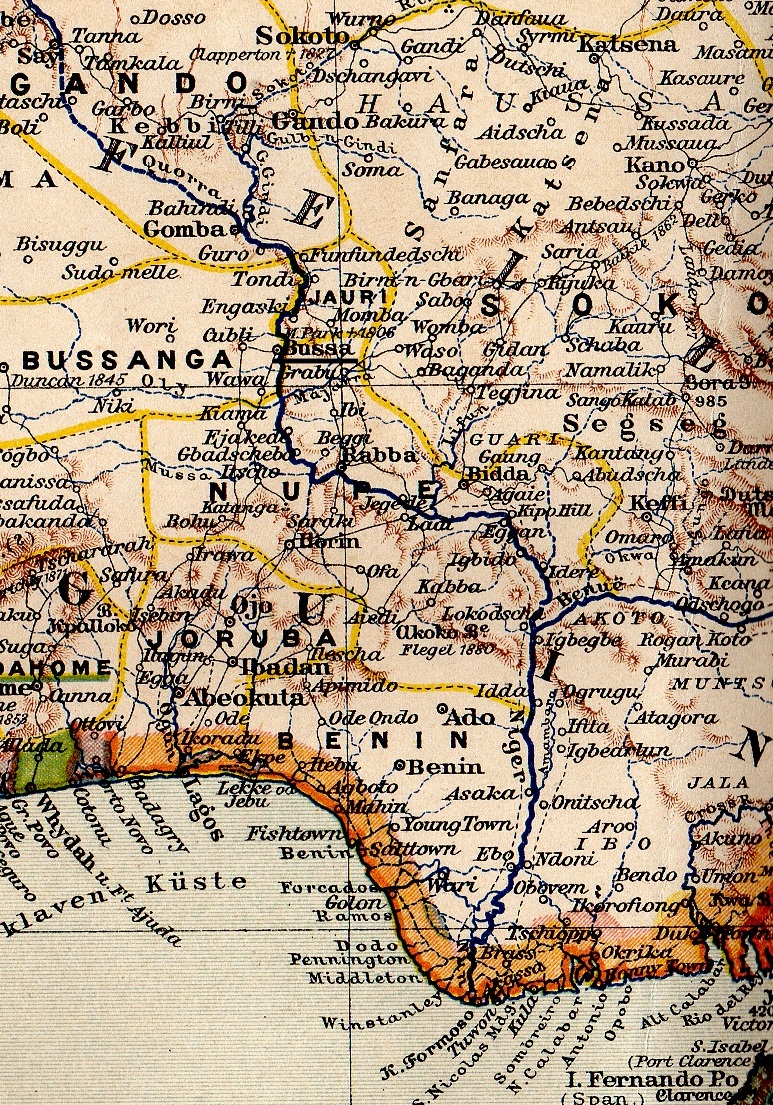
Localisation de Boussa (territoire du « Borgu-Bussanga ») sur une carte allemande de 1889 (noter la mention M.Park † 1806). Souligné ajouté.

Boussa, ou Bussa, était la capitale du  Borgu septentrional, au nord-ouest de l'actuel  Nigeria. Elle constituait la limite de navigabilité du Niger, juste au-dessus des rapides. L'emplacement de la ville est désormais noyé sous le lac Kainji, créé en 1968 par la construction du barrage du même nom. La ville a été déplacée à l'endroit appelé aujourd'hui « New Bussa ».

## Histoire
En 1806, l'explorateur écossais Mungo Park se noya dans les rapides au cours de sa seconde expédition destinée à reconnaître le cours du Niger.
De 1894 à 1898, la ville fut disputée entre la Grande-Bretagne et la France. En 1897, Boussa fut rattachée au protectorat britannique de la Côte du Niger (British Niger Coast).

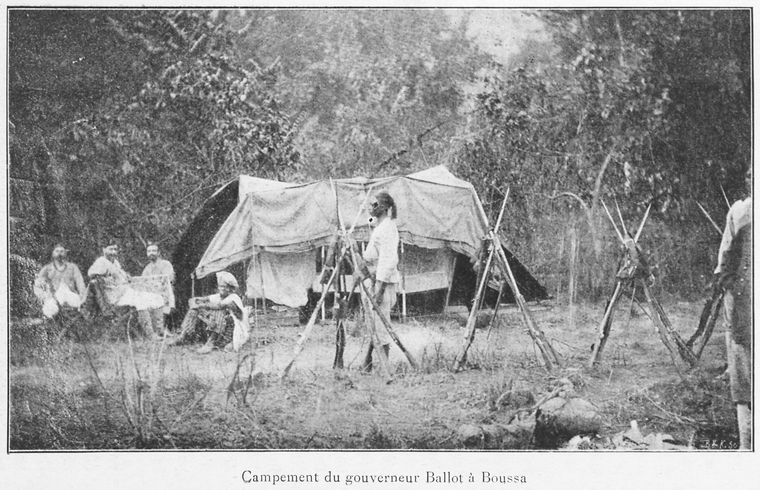
Campement du gouverneur Ballot à Boussa